# Henry Ellard
Henry Austin Ellard (Fresno, 21 luglio 1961) è un ex giocatore di football americano statunitense che ha giocato nel ruolo di wide receiver nella National Football League. Dal 2012 è l'allenatore dei wide receiver dei New Orleans Saints

## Carriera
Ellard fu scelto nel corso del secondo giro (32º assoluto) del Draft NFL 1983 dai Los Angeles Rams con cui in undici stagioni fu convocato per tre Pro Bowl. Al momento dei ritiro, Ellard deteneva i primati di franchigia per ricezioni (593), yard ricevute (9.761), partite da oltre 100 yard ricevute (26), media di ritorno su punt (11,3) e yard totali (11.663).
Dopo essere passato ai Washington Redskins nel 1994, Ellard chiuse la sua prima stagione nella capitale al secondo posto della lega con 1.397 yard ricevute, 102  in meno del leader Jerry Rice. Superò per tre volte consecutive le mille yard ricevute in stagione, arrivando a quota sette in carriera. La sua ultima stagione da mille yard fu quella del 1996, in cui ne ricevette 155 contro la difesa dei Dallas Cowboys, la seconda migliore della lega quell'anno.
Quando la sua produzione offensiva iniziò a declinare, Ellard fu ceduto ai New England Patriots nel 1998. Si ritirò a fine anno, terminando con 814 ricezioni, 13.777 yard (terzo di tutti i tempi al momento del ritiro, decimo nel 2014), 65 touchdown su ricezione e altri 4 su ritorno di punt.

## Palmarès
- Convocazioni al Pro Bowl: 3

1984, 1988, 1989
- First-team All-Pro: 2

1984, 1988
- Leader della NFL in yard ricevute: 1

1988
- Club delle 10.000 yard ricevute in carriera
- Numero 83 ritirato dai Fresno State Bulldogs